# Cueta maculata
Cueta maculata is een insect uit de familie van de mierenleeuwen (Myrmeleontidae), die tot de orde netvleugeligen (Neuroptera) behoort. 
Cueta maculata is voor het eerst wetenschappelijk beschreven door Hölzel in 1981.